# Impunitas semper ad deteriora invitat
Impunitas semper ad deteriora invitat è una locuzione latina la cui traduzione  è: "l'impunità invita sempre a cose peggiori". La frase è da attribuire probabilmente a Marco Porcio Catone.
La frase viene usata nell'accezione che occorre che la giustizia condanni sempre chi ha commesso un reato, per evitare che altri siano invogliati a compierlo a loro volta. Per contro l'impunità e la presunzione di poter sfuggire alla giustizia inducono a compiere reati sempre maggiori.
La frase indica una grande caratteristica della legge che è la certezza.